# مارک ویتکوفسکی
مارک ویتکوفسکی (انگلیسی: Marek Witkowski؛ زادهٔ ۲۱ مهٔ ۱۹۷۴) قایقران کانو اهل لهستان است.